# Willy Biondani
Willy Biondani (São Paulo, 1961) é um fotógrafo e cineasta brasileiro.
Formado pela Faculdade de Belas Artes, iniciou sua carreira nos anos 80 como assistente de fotografia de profissionais como Miro e Andreas Heiniger. A partir de 1982, passou a assinar seus primeiros trabalhos, especializando-se nas áreas de moda e publicidade.
Morou em Paris entre 1989 e 1995, tendo começado a fazer filmes publicitários em 1992, inicialmente como diretor de cena. Voltou para o Brasil em 96 e dirigiu campanhas publicitárias para clientes como Unilever, L'Oréal, Procter, Siemens, Nivea, Natura e GM.
Dirigiu o curta-metragem Noites brancas num sábado de glória, ao lado de Victor Lema Riqué. Em 2005, fundou a produtora BossaNovaFilms. Foi um dos diretores de Sertão: Veredas, filme mesclando elementos de ficção e documentário, baseado na obra Grande Sertão: Veredas, de Guimarães Rosa.

## Prêmios
- 1988 - Prêmio Abril de Jornalismo - categoria Foto Estúdio

## Exposições

### Individuais
- 1988 – Fadas e Gnomos, Galeria Papier, São Paulo
- 1990 – La Gitane, Palais de Chaillot, Paris, França
- 1991 – Transperences, Galerie Seltzer-Lejeune, Paris, França

### Coletivas
- 1992 – 50 Anos – Coca-Cola com Arte, Museu de Arte de São Paulo Assis Chateaubriand
- 1995 – First Team, Li Photogallery, São Paulo
- 1996 – A Cidade e suas Histórias, Projeto Arte-Cidade 3, Moinho Matarazzo, São Paulo
- 1996 – Brasil Mostra a Tua Cara, 1ª. Bienal Internacional de Fotografia Cidade de Curitiba
- 1998 – Auto-retrato, Li Photogallery, São Paulo
- 1998 – 1ª. Mostra do Programa Anual de Exposições Fotográficas, Centro Cultural São Paulo
- 1998 – Photojeanic, Museu de Arte Moderna de São Paulo
- 2001 – Casa do Vaticano Mulheres, Pinacoteca do estado, São Paulo
- 2004 – InSPiração, Galeria Luisa Strina, São Paulo